# Rezolucja Rady Bezpieczeństwa ONZ nr 537
Rezolucja Rady Bezpieczeństwa ONZ nr 537 została przyjęta jednomyślnie 22 września 1983 r.
Po przeanalizowaniu wniosku Saint Kitts i Nevis o członkostwo w Organizacji Narodów Zjednoczonych, Rada zaleciła Zgromadzeniu Ogólnemu przyjęcie tego państwa do swojego grona.

## Źródło
- UNSCR - Resolution 537